# Asterix és Obelix: A Kleopátra-küldetés
Az Asterix és Obelix: A Kleopátra-küldetés (eredeti cím: Astérix et Obélix : Mission Cléopâtre) 2002-ben bemutatott francia vígjáték, amely az Asterix-füzeteken alapuló második élőszereplős film. Címszerepben Christian Clavier (Asterix) és Gérard Depardieu (Obelix) alakítja, továbbiakban Jamel Debbouze, Édouard Baer, Monica Bellucci és Alain Chabat is szerepelnek. A film René Goscinny és Albert Uderzo képregénye alapján készült, a filmet Alain Chabat rendezte és írta, a zenéjét Philippe Chany szerezte, a producere Claude Berri volt. A Canal+, a CNC, a Chez Wam, a KC Medien, a Katharina, a La Petite Reine, a Renn Productions és a TF1 Films Production készítette, a Pathé forgalmazta. 
Franciaországban 2002. január 30-án, Magyarországon 2002. augusztus 22-én mutatták be a mozikban.

## Cselekmény
Az ókori Egyiptomban Kleopátra rossz néven veszi, hogy a nála időző Julius Caesar lekicsinyli  népe érdemeit. A királynő fogadást ajánl: az egyiptomiak mindössze 3 hónap alatt pazar palotát emelnek számára, ami nagyobb és szebb lesz minden korábbi lakhelyénél. A gőgös Caesar rááll a fogadásra, Kleopátra pedig az építész Skiccpauszt bízza meg a feladat végrehajtásával. Amennyiben sikerrel jár, elhalmozza arannyal, amennyiben kudarcot vall, a palota krokodilusai elé vetik. Mindennek tetejébe Skiccpausz riválisa, Nóniusz, aki féltékeny amiatt, hogy Kleopátra nem őt kérte fel a palota megépítésére, szintén megfenyegeti. Skiccpausz nekilát a lehetetlen feladatnak. Csak a csoda segíthet - szerencsére eszébe jut apja meséje egy druidáról, aki olyan varázsital titkát birtokolja, amelynek hatására az emberek ereje megszázszorozódik. Az építész tehát szamárra pattan és Gallia felé veszi az irányt.
Galliában épp tél van, a didergő Skiccpausz hamarosan találkozik Asterix és Obelix párosával, akik épp elpáholtak egy római őrjáratot. A gallok elvezetik a druidához, Csodaturmixhoz, aki szívesen fogadja, ám varázsital receptjét nem hajlandó kiadni. Végül megsajnálja Skiccpauszt, és beleegyezik, hogy Asterixszel és Obelixszel az oldalán vele tart Egyiptomba. A gallok hajóra szállnak és különösebb gond nélkül - útjukba kerül egy kalózhajó, amelynek kapitánya maga süllyeszti el a hajót, semmint, hogy szembeszálljon velük - megérkeznek Kleopátra országába, ahol a királynő engedélyezi, hogy Skiccpausz igénybe vegye a segítségüket. Asterix első pillantásra beleszeret a királynő hosszú hajú szolgálólányába, Adjegypuszisztba.
Skiccpausz az épülő palotához vezeti a gallokat, ahol Nóniusz sztrájkra bíztatja a munkásokat. Csodaturmix rááll, hogy varázsitalt főzzön nekik, amelynek köszönhetően a munka hihetetlenül felgyorsul. Nóniusz minden követ megmozgat, hogy szabotálja az építkezést - szó szerint, ugyanis megvesztegeti a kőtömböket szállító hajósokat, hogy a Nílusba vessék az építőanyagot. Asterix, Obelix és Csodaturmix az építész írnoka, Papirusz vezetésével elindul, hogy új köveket szerezzen. Itt azonban Nóniusz csatlósa csapdába csalja őket, a trió pedig egy piramis útvesztőjében reked. Obelix kutyája, Töpszlix segítségével azonban kijutnak a piramisból, és sikeresen elszállítják az építőanyagot a készülő palotához. Nóniusz új tervet eszel ki: mérgezett tortát süttet, amit a gallok nevében elküld Kleopátrának. Miután a királynő előkóstolója megbetegszik, Kleopátra parancsára letartóztatják őket. Azonban a tömlöcből kiszabadulva fellebbeznek a királynőnél és ártatlanságukat bizonyítandó, Csodaturmix méregsemlegesítő italát bevéve elfogyasztják a tortát, szabadon távozhatnak. 
Caesar kémje, Lopvakusz kideríti, hogy Skiccpausz munkásai varázsitalt fogyasztanak, a rómaiak Nóniusszal szövetkezve a csaknem elkészült palotához vonulnak, és kőhajító gépeikkel ostrom alá veszik. Asterix és Obelix visszaverik a légiókat, de a katapultok ellen tehetetlenek. Csodaturmix javaslatára levelet írnak Kleopátrának, hogy tájékoztassák a rómaiak támadásáról, Obelix javaslatára pedig Töpszlixre bízzák az üzenetet - a feladat azonban túl megterhelő volna az eb számára, így őt magát Asterix kézbesíti. A palotába érve átadja a levelet Kleopátrának, majd Adjegypuszisz csókjától feltöltődve egy lendülettel vissza is tér az építkezésre. Kleopátra megjelenik a palota előtt, arra utasítva Caesart, hogy hagyjon fel az ostrommal. Időközben Skiccpausz szembeszáll Nóniusszal, akit sikeresen le is győz. A rómaiak engedelmeskednek Kleopátrának, a palota pedig a megszabott határidő végére sikeresen elkészül. 
Kleopátra így megnyerte a fogadást és kikényszeríti Caesarból az elismerést. Ezután bőségesen megjutalmazza Skiccpauszt és a gallokat, akik, mielőtt hazatérnének, az egyiptomiakkal közösen ünneplik meg a győzelmet.

## Szereplők
| Szereplő                           | Színész                      | Magyar hang       |
| ---------------------------------- | ---------------------------- | ----------------- |
| Asterix                            | Christian Clavier            | Galkó Balázs      |
| Obelix                             | Gérard Depardieu             | Helyey László     |
| Skiccpausz                         | Jamel Debbouze               | Kerekes József    |
| Csodaturmix                        | Claude Rich                  | Dobránszky Zoltán |
| Papirusz                           | Edouard Baer                 | Schnell Ádám      |
| Julius Caesar                      | Alain Chabat                 | Tahi Tóth László  |
| Kleopátra                          | Monica Bellucci              | Kováts Adél       |
| Nóniusz                            | Gérard Darmon                | Melis Gábor       |
| Eszeminusz                         | Dieudonné                    | Schneider Zoltán  |
| Adjegypuszisz                      | Noémie Lenoir                | Ősi Ildikó        |
| Mobilisz                           | Isabelle Nanty               | Andresz Kati      |
| Lopvakusz                          | Chantal Lauby                | Fabó Györgyi      |
| Nagyabajusz                        | Jean Benguigui               | Besenczi Árpád    |
| Hastífusz                          | Edouard Montoute             | Bodrogi Attila    |
| Antivírusz                         | Jean-Paul Rouve              | Kossuth Gábor     |
| Rőtszakáll (kalóz)                 | Jean-Jacques Devaux          | Bácskai János     |
| Faláb (kalóz)                      | Michel Crémadès              | Pálfai Péter      |
| Baba (kalóz)                       | Mouss Diouf                  | Galambos Péter    |
| Rőtszakáll lánya                   | Sophie Noël                  | Riha Zsófi        |
| Pincérnő                           | N/A                          | Riha Zsófi        |
| Metlakisz                          | Zinedine Soualem             | Minárovits Péter  |
| Udvarhölgyek                       | Marina Foïs                  | Zsolnai Júlia     |
| Udvarhölgyek                       | Fatou N'Diaye                | Csizmadia Gabi    |
| Udvarhölgyek                       | Monia Meflahi                | Várdai Anikó      |
| Kóstoló                            | Dominique Besnehard          | (eredeti nyelven) |
| Őrségparancsnok                    | Mohamed Nesrate              | Welker Gábor      |
| Centurio a gall erdőben            | Joël Cantona                 | Imre István       |
| Hajítógép-kezelő légiós            | Pierre-François Martin-Laval | Imre István       |
| Caesar titkárnője                  | Emma de Caunes               | Szűcs Kinga       |
| Szuvenírárus                       | Momo Debbouze                | Láng Balázs       |
| Beléptető a banketten              | Mathieu Kassovitz            | Láng Balázs       |
| Kőfaragó                           | Abdel Soufi                  | Garai Róbert      |
| Börtönőr                           | Patou                        | Papucsek Vilmos   |
| Centurio                           | Coco Bakonyi                 | Papucsek Vilmos   |
| Kleopátra festője                  | Claude Berri                 | Pethes Csaba      |
| Kereskedő                          | Mohamed Inqaoui              | Pethes Csaba      |
| Négylábú légiós                    | Cyril Casmèze                | (nem szólal meg)  |
| Hajítógép-parancsnok légiós        | Pascal Vincent               | Rudas István      |
| Szűkszavú légiósok                 | Jean-Pierre Lazzerini        | Kajtár Róbert     |
| Szűkszavú légiósok                 | Xavier Maly                  | Rékai Nándor      |
| Egyiptomi hajóskapitány            | Samson Leguesse              | Rékai Nándor      |
| Kocsis légiósok                    | Laurent Biras                | Csőre Gábor       |
| Kocsis légiósok                    | Maurice Barthélémy           | Katona Zoltán     |
| Áttörő légiós                      | Candide Sanchez              | Katona Zoltán     |
| Vevő                               | Larbi Idrissi                | Petrik Péter      |
| Kalóz                              | N/A                          | Takács Péter      |
| Szereplő                           | Eredeti hang                 | Magyar hang       |
| Mesélő                             | Pierre Tchernia              | Harsányi Gábor    |
| Languszta-dokumentumfilm narrátora | Jean-Pierre Bacri            | Orosz István      |

További magyar hangok: Bolla Róbert, Csík Csaba Krisztián, Csörögi István, F. Nagy Zoltán, Imre István, Katona Zoltán

## Betétdalok
| Dal                                      | Előadó                             |
| ---------------------------------------- | ---------------------------------- |
| Mission Cleopatra                        | Snoop Dogg Jamel Debbouze          |
| Asterix and Cleopatra                    | Philippe Chany                     |
| I Got You (I Feel Good)                  | James Brown                        |
| Yakety Sax                               | Boots Randolph                     |
| The Imperial March (Darth Vader's Theme) | John Williams                      |
| Ti amo                                   | Umberto Tozzi                      |
| Chi mai                                  | Ennio Morricone                    |
| Walk Like an Egyptian                    | Deep Forest feat. Beverly Jo Scott |